# Kuhberg (Bad Kreuznach)
Der Kuhberg in Bad Kreuznach fand seinen Namen im Jahr 1912. Der Geschichte nach heißt es, dass Bauer Hans Josef fünf seiner entlaufenen Kühe suchte. Er fand seine Kühe auf einem Berg. Dieses Verhalten beobachtete er, da es nicht nur einmal passierte, dass ihm die Kühe weg liefen. So bekam der Berg den Namen Kuhberg.